# 발레리 시마로프
발레리 발렌티노비치 시마로프(러시아어: Вале́рий Валенти́нович Шма́ров, 1965년 2월 23일~)는 소련과 러시아의 축구 선수, 지도자로 K리그의 전남 드래곤즈에서 활약하였다. 소련 리그 득점왕 출신이다.

## 통계

### 국가대표팀
| # | 날짜            | 장소     | 홈 팀    | 최종 결과 | 원정팀   | 대회      | 득점 | 비고 |
| - | --------------- | -------- | -------- | --------- | -------- | --------- | ---- | ---- |
| 1 | 1989년 8월 23일 | 루빈     | 폴란드   | 1 - 1     | 소련     | 친선 경기 | -    | 46′  |
| 2 | 1990년 5월 16일 | 라마트간 | 이스라엘 | 3 - 2     | 소련     | 친선 경기 | -    |      |
| 3 | 1990년 8월 29일 | 모스크바 | 소련     | 1 - 2     | 루마니아 | 친선 경기 | -    | 46′  |